# Poggio-d’Oletta
Poggio-d’Oletta (korsisch U Poghju d'Oletta; italienisch Poggio d'Oletta) ist eine Gemeinde auf der französischen Insel Korsika. Sie gehört zum Département Haute-Corse, zum Arrondissement Calvi und zum Kanton Biguglia-Nebbio. Sie grenzt im Norden und Nordosten an Barbaggio, im Osten an Furiani, im Süden und Westen an Oletta sowie im Nordwesten an Saint-Florent.
Das Siedlungsgebiet liegt auf ungefähr 350 Metern über dem Meeresspiegel und besteht aus den Dörfern Poggio, Campu Gallu, Monticello und Olivacce.

## Bevölkerungsentwicklung
| Jahr      | 1962 | 1968 | 1975 | 1982 | 1990 | 1999 | 2006 | 2014 |
| --------- | ---- | ---- | ---- | ---- | ---- | ---- | ---- | ---- |
| Einwohner | 159  | 155  | 142  | 125  | 109  | 140  | 204  | 211  |

## Wirtschaft
Die Reben in Poggio-d’Oletta sind Teil des Weinbaugebietes Patrimonio.